# Kick Sauber C45
De Kick Sauber C45 is een Formule 1-auto die gebruikt wordt door het Formule 1-team van Sauber in het seizoen 2025 en werd onthuld op 18 februari 2025 in de O2 Arena in Londen. De auto rijdt met een Ferrari-motor. De C45 wordt bestuurd door Nico Hülkenberg en Gabriel Bortoleto, die beiden voor hun eerste seizoen bij het team onder contract staan.

## Resultaten
| Kleur   | Resultaat                       |
| ------- | ------------------------------- |
| Goud    | Winnaar                         |
| Zilver  | Tweede plaats                   |
| Brons   | Derde plaats                    |
| Groen   | Gefinisht (punten behaald)      |
| Blauw   | Gefinisht (geen punten behaald) |
| Blauw   | Niet geklasseerd (NC)           |
| Paars   | Uitgevallen (DNF)               |
| Rood    | Niet gekwalificeerd (DNQ)       |
| Zwart   | Gediskwalificeerd (DSQ)         |
| Wit     | Niet gestart (DNS)              |
| Blanco  | Gewond (INJ)                    |
| Blanco  | Uitgesloten (EX)                |
| Blanco  | Teruggetrokken (WD)             |
| Blanco  | Niet deelgenomen                |
| 1, 2, 3 | Sprint positie (punten behaald) |
| P       | Poleposition                    |
| S       | Snelste ronde                   |

| Jaar | Chassis en banden | Motor             | Coureurs          | 1   | 2   | 3   | 4   | 5   | 6   | 7   | 8   | 9   | 10  | 11  | 12  | 13  | 14  | 15  | 16  | 17  | 18  | 19  | 20  | 21  | 22  | 23  | 24  | Punten | WK-plaats |
| ---- | ----------------- | ----------------- | ----------------- | --- | --- | --- | --- | --- | --- | --- | --- | --- | --- | --- | --- | --- | --- | --- | --- | --- | --- | --- | --- | --- | --- | --- | --- | ------ | --------- |
| 2025 | Kick Sauber C45 P | Ferrari 066/15 V6 |                   | AUS | CHN | JPN | BHR | SAR | MIA | EMI | MON | SPA | CAN | OOS | GBR | BEL | HON | NED | ITA | AZE | SIN | VST | MXS | SAP | LSV | QAT | ABU | 51*    | 7*        |
| 2025 | Kick Sauber C45 P | Ferrari 066/15 V6 | Nico Hülkenberg   | 7   | 15  | 16  | DSQ | 15  | 14  | 12  | 16  | 5   | 8   | 9   | 3   | 12  | 13  |     |     |     |     |     |     |     |     |     |     | 51*    | 7*        |
| 2025 | Kick Sauber C45 P | Ferrari 066/15 V6 | Gabriel Bortoleto | DNF | 14  | 19  | 18  | 18  | DNF | 18  | 14  | 12  | 14  | 8   | DNF | 9   | 6   |     |     |     |     |     |     |     |     |     |     | 51*    | 7*        |

* Seizoen loopt nog.